# Aegus platyodon insolitus
Aegus platyodon insolitus es una subespecie de coleóptero de la familia Lucanidae.

## Distribución geográfica
Habita en Mindoro y Mindanao en las (Filipinas).